# Tercera División de Venezuela 2012
La Temporada 2012 de la Tercera División de Venezuela fue la 5ª edición de dicho torneo. 
Este torneo fue llamado Torneo de Nivelación 2012 y se jugó en el período correspondiente al Torneo Clausura de la temporada 2011-2012, a la par del Torneo de Promoción y Permanencia de la Segunda División B Venezolana 2011/12.

## Equipos participantes en el Torneo de Nivelación 2012
6 Grupos ordenados tomando en consideración el criterio de proximidad geográfica:
| Grupo Oriental - PDVSA Morichal FC, de Maturín (*) - Maniceros FC de El Tigre - Unión Atlético Piar de Aragua de Maturín (*) - Neptuno FC de Puerto La Cruz - Libertad Socialista FC de San Tomé - Margarita FC de la isla de Margarita Grupo Central I - La Trinidad FC de Maracay - Academia Los Teques de Los Teques - C.A.L.H de Caracas (*) - Atlético Sucre CF de Los Dos Caminos (*) - Deportivo Colonia FC de Ocumare del Tuy - 40 FC de San Antonio de los Altos |  | Grupo Central II - La Victoria FC de La Victoria (*) - CS Italo Valencia de Valencia (*) - Casa Portuguesa FC de Maracay (*) - OD Cachimbos de Los Teques - Ortiz FC de Ortiz Estado Guárico (*) - Lanceros de Zamora FC de Villa de Cura Grupo Central III - Atlético Chivacoa de Chivacoa - UCV Aragua de Maracay - EF Seguridad Ciudadana de Guanare - Union Deportivo Sabaneta de Sabaneta - CF Bejuma de Bejuma - Boconoíto FC de San Genaro de Boconoíto estado Portuguesa |  | Grupo Occidental I - Unión Atlético Zamora de Santa Bárbara estado Barinas (*) - Unión Atlético Alto Apure de Guasdualito - FA San Camilo FC de El Nula estado Apure - Deportivo El Vigía de El Vigía - Corsarios del Táchira FC de La Fría - Santa Bárbara FC de Santa Bárbara del Zulia Grupo Occidental II - Alianza Zuliana FC de Maracaibo (*) - Unión Atlético Falcón de Punto Fijo (*) - Unión Atlético Monay de Monay - Internacional de Lara FC de Barquisimeto - Internacional de Maracaibo FC de Maracaibo - Casa D'Italia FC de Maracaibo |

Con asterisco (*), los equipos que compitieron en el Apertura 2011 de la Segunda División B Venezolana 2011/12 y que no lograron clasificarse al Torneo de Promoción y Permanencia

## Torneo Nivelación 2012
Leyenda: J (Juegos), G (Ganados), E (Empatados), P (Perdidos), GF (Goles a Favor), GC (Goles en Contra), PTS (Puntos),  DG (Diferencia de Goles).
Los resultados indicados en las tablas ubicada a la derecha están bajo el siguiente código de colores: azul corresponden a victoria del equipo local, rojo a victoria visitante, amarillo a empate, y verde a triunfo por incomparecencia.

### Grupo Oriental
|   | Equipo                 | J  | G | E | P | GF | GC | PTS | DG  |
| - | ---------------------- | -- | - | - | - | -- | -- | --- | --- |
| 1 | PDVSA Morichal FC      | 10 | 9 | 1 | 0 | 22 | 6  | 28  | +16 |
| 2 | Maniceros FC           | 10 | 5 | 2 | 3 | 17 | 12 | 17  | +5  |
| 3 | Neptuno FC             | 10 | 5 | 1 | 4 | 19 | 22 | 16  | -3  |
| 4 | Margarita FC           | 10 | 4 | 1 | 5 | 14 | 12 | 13  | -2  |
| 5 | Unión Atlético Piar    | 10 | 3 | 1 | 6 | 12 | 14 | 10  | -2  |
| 6 | Libertad Socialista FC | 10 | 1 | 0 | 9 | 9  | 23 | 3   | -14 |

| 2012                   | LSO | NEP | MNC | MRG | PMO | UAP |
| Libertad Socialista FC | X   | 3-4 | 0-3 | 2-1 | 1-3 | 0-2 |
| Neptuno FC             | 3-2 | X   | 2-1 | 2-4 | 1-3 | 1-2 |
| Maniceros FC           | 1-0 | 1-2 | X   | 3-1 | 1-1 | 1-1 |
| Margarita FC           | 2-0 | 1-1 | 1-2 | X   | 0-1 | 3-0 |
| PDVSA Morichal FC      | 2-1 | 3-0 | 2-1 | 1-0 | X   | 4-0 |
| Unión Atlético Píar    | 2-0 | 2-3 | 2-3 | 0-1 | 1-2 | X   |

### Grupo Central I
|   | Equipo               | J  | G | E | P | GF | GC | PTS | DG  |
| - | -------------------- | -- | - | - | - | -- | -- | --- | --- |
| 1 | La Trinidad FC       | 10 | 5 | 3 | 2 | 16 | 7  | 18  | +9  |
| 2 | 40 FC                | 10 | 6 | 0 | 4 | 10 | 9  | 18  | +1  |
| 3 | Academia Los Teques  | 10 | 4 | 2 | 4 | 17 | 13 | 14  | +4  |
| 4 | Atlético Sucre CF    | 10 | 4 | 2 | 4 | 13 | 13 | 14  | 0   |
| 5 | C.A. López Hernández | 10 | 3 | 3 | 4 | 8  | 7  | 12  | +1  |
| 6 | Deportivo Colonia FC | 10 | 2 | 2 | 6 | 7  | 22 | 8   | -15 |

| 2012                | 40F | ALT | ASU | LHE | COL | LTR |
| 40 FC               | X   | 2-0 | 1-0 | 1-0 | 0-3 | 1-2 |
| Academia Los Teques | 1-2 | X   | 4-2 | 2-0 | 0-2 | 2-1 |
| Atlético Sucre      | 1-0 | 2-1 | X   | 1-0 | 5-0 | 1-1 |
| CA López Hernández  | 1-0 | 1-1 | 2-0 | X   | 3-0 | 1-2 |
| Deportivo Colonia   | 1-2 | 0-5 | 1-1 | 0-0 | X   | 0-3 |
| La Trinidad FC      | 0-1 | 1-1 | 3-0 | 0-0 | 3-0 | X   |

### Grupo Central II
|   | Equipo                    | J  | G | E | P | GF | GC | PTS | DG  |
| - | ------------------------- | -- | - | - | - | -- | -- | --- | --- |
| 1 | CS Italo Valencia         | 10 | 6 | 3 | 1 | 17 | 6  | 21  | +11 |
| 2 | Ortíz FC                  | 10 | 5 | 3 | 2 | 19 | 11 | 18  | +8  |
| 3 | La Victoria FC            | 10 | 5 | 2 | 3 | 14 | 11 | 17  | +3  |
| 4 | Casa Portuguesa de Aragua | 10 | 3 | 2 | 5 | 9  | 11 | 11  | -2  |
| 5 | OD Cachimbos              | 10 | 3 | 1 | 6 | 9  | 20 | 10  | -11 |
| 6 | Lanceros de Zamora FC     | 10 | 1 | 3 | 6 | 12 | 21 | 6   | -9  |

| 2012                      | CPO | CIV | LZA | LVI | ODC | ORT |
| Casa Portuguesa Aragua FC | X   | 0-1 | 1-1 | 3-1 | 1-2 | 1-0 |
| CS Ítalo Valencia         | 2-0 | X   | 2-0 | 0-1 | 3-0 | 1-1 |
| Lanceros de Zamora        | 1-0 | 2-3 | X   | 3-3 | 1-3 | 2-2 |
| La Victoria FC            | 1-2 | 1-1 | 1-0 | X   | 2-0 | 0-1 |
| OD Cachimbos              | 1-1 | 0-3 | 1-0 | 0-2 | X   | 0-1 |
| Ortíz FC                  | 1-0 | 1-1 | 5-2 | 1-2 | 6-2 | X   |

### Grupo Central III
|   | Equipo                 | J  | G | E | P | GF | GC | PTS | DG  |
| - | ---------------------- | -- | - | - | - | -- | -- | --- | --- |
| 1 | Atlético Chivacoa      | 10 | 6 | 2 | 2 | 20 | 10 | 20  | +10 |
| 2 | UD Sabaneta            | 10 | 5 | 3 | 2 | 16 | 10 | 18  | +6  |
| 3 | Boconoíto FC           | 10 | 4 | 1 | 5 | 20 | 16 | 13  | +4  |
| 4 | CF Bejuma              | 10 | 3 | 3 | 4 | 10 | 12 | 12  | -2  |
| 5 | EF Seguridad Ciudadana | 10 | 3 | 2 | 5 | 12 | 22 | 11  | -10 |
| 6 | UCV Aragua             | 10 | 3 | 1 | 6 | 11 | 19 | 10  | -8  |

| 2012                   | CHI | BEJ | BOC | SCI | UCV | UDS |
| Atlético Chivacoa      | X   | 1-1 | 1-0 | 5-0 | 3-1 | 0-3 |
| CF Bejuma              | 1-4 | X   | 1-2 | 2-0 | 2-0 | 0-0 |
| Boconoito FC           | 4-3 | 0-1 | X   | 7-2 | 3-0 | 1-2 |
| EF Seguridad Ciudadana | 0-0 | 0-0 | 1-0 | X   | 4-3 | 1-2 |
| UCV Aragua             | 0-1 | 1-0 | 4-2 | 2-1 | X   | 0-3 |
| UD Sabaneta            | 0-2 | 4-2 | 1-1 | 1-3 | 0-0 | X   |

### Grupo Occidental I
|   | Equipo                   | J  | G | E | P | GF | GC | PTS | DG  |
| - | ------------------------ | -- | - | - | - | -- | -- | --- | --- |
| 1 | Unión Atlético Zamora    | 10 | 8 | 1 | 1 | 24 | 10 | 25  | +14 |
| 2 | UA Alto Apure            | 10 | 6 | 3 | 1 | 16 | 9  | 21  | +7  |
| 3 | FA San Camilo FC         | 10 | 4 | 4 | 2 | 16 | 11 | 16  | +5  |
| 4 | Deportivo El Vigía       | 10 | 2 | 3 | 5 | 11 | 17 | 9   | -6  |
| 5 | Corsarios del Táchira FC | 10 | 2 | 2 | 6 | 17 | 26 | 8   | -9  |
| 6 | Santa Bárbara FC         | 10 | 1 | 1 | 8 | 10 | 24 | 4   | -14 |

| 2012                  | COR | DEV | SCA | SBA | UAA | UAZ |
| Corsarios del Táchira | X   | 0-3 | 1-4 | 4-2 | 2-4 | 1-2 |
| Fund. Dvo. El Vigía   | 2-2 | X   | 1-1 | 0-2 | 1-1 | 1-4 |
| FA San Camilo FC      | 0-1 | 1-1 | X   | 3-1 | 2-2 | 1-1 |
| Santa Bárbara FC      | 4-4 | 1-2 |     | X   | 0-1 |     |
| UA Alto Apure         | 2-1 | 2-1 | 1-1 | 1-0 | X   | 1-2 |
| UA Zamora             | 3-1 | 3-0 | 3-0 | 3-0 | 0-2 | X   |

### Grupo Occidental II
|   | Equipo                        | J  | G | E | P | GF | GC | PTS | DG  |
| - | ----------------------------- | -- | - | - | - | -- | -- | --- | --- |
| 1 | Alianza Zuliana FC            | 10 | 5 | 2 | 3 | 13 | 9  | 17  | +4  |
| 2 | Unión Atlético Monay          | 10 | 4 | 5 | 1 | 13 | 7  | 17  | +5  |
| 3 | Casa D'Italia FC              | 10 | 4 | 2 | 4 | 16 | 14 | 14  | +2  |
| 4 | Unión Atlético Falcón         | 10 | 4 | 2 | 4 | 14 | 13 | 14  | +1  |
| 5 | Internacional de Maracaibo FC | 10 | 3 | 4 | 3 | 10 | 12 | 13  | -2  |
| 6 | Internacional de Lara FC      | 10 | 2 | 1 | 7 | 9  | 19 | 7   | -10 |

| 2012                          | AZU | CDI | ILA | IMA | UAF | MON |
| Alianza Zuliana FC            | X   | 1-2 | 1-0 | 0-3 | 1-0 | 0-0 |
| Casa D'Italia FC              | 0-2 | X   | 0-3 | 5-1 | 3-1 | 2-2 |
| Internacional de Lara FC      | 0-5 | 0-3 | X   | 0-1 | 2-2 | 1-3 |
| Internacional de Maracaibo FC | 0-0 | 1-1 | 0-3 | X   | 2-0 | 1-1 |
| Unión Atlético Falcón         | 1-2 | 2-0 | 2-0 | 2-1 | X   | 3-1 |
| Unión Atlético Monay          | 2-1 | 1-0 | 2-0 | 0-0 | 1-1 | X   |

## Goleadores[1]
Con 5
- Irwin D`Amico (UA Falcón)

Con 4
- Carlos Navarro (Alianza Zuliana)
- Yender Bustamante (Atlético Chivacoa)
- Luis Palma (PDVSA Morichal)
- Renzo Ruiz (UA. Falcon)

Con 3
- Alfredo López (Acd. Los Teques)
- Luis Granados (Atlético Piar)
- Juan Chiquito (La Trinidad)
- Kevin Méndez (Ortiz FC)
- Yosimar Arias (U.A. Zamora)

Con 2
14 jugadores